# Vittorio della Rovere
Vittorio della Rovere, né le 29 janvier 1811 à Casale Monferrato et probablement mort le 28 février 1863 à Rome, est un jésuite et un des premiers photographes primitifs qui ont exercé à Rome.

## Biographie
Issu d'une ancienne famille noble de Savone installée dans le Piémont, le marquis Vittorio della Rovere naît à Casale Monferrato le 29 janvier 1811. Fils du marquis Luigi della Rovere et de Leopoldina Enrielli di Donnaz, il a pour frères Federico et Alessandro, tous deux futurs généraux. Le 10 octobre 1827, âgé de seize ans, Vittorio prononce ses vœux dans la Compagnie de Jésus, devenant ainsi jésuite à Rome. Son intérêt pour les sciences l’amène à enseigner la chimie et la physique au Collège romain. De 1842 à 1845, il est le précepteur du prince royal de Naples et s'initie durant cette période à la photographie. Il assiste Francesco de Vico — jésuite, astronome et directeur de l'Observatoire du Collège romain — quand celui-ci parvient à obtenir une image daguerréotype de 23 millimètres de la Lune.
De retour à Rome, il étudie le procédé du daguerréotype et expérimente de nouvelles méthodes, ce qui l'amène à publier plusieurs essais techniques entre 1846 et 1851. Daguerréotypiste reconnu, il photographie des personnalités du Vatican, dont le pape Grégoire XVI en mai 1845 à Tivoli. C'est la première fois qu'un souverain pontife est photographié. En 1851, Della Rovere quitte la Compagnie de Jésus pour des raisons personnelles. Ce retour à la vie laïque lui permet de commencer à photographier des femmes, un sujet interdit pendant sa prêtrise. Il ouvre le deuxième studio photographique de Rome.
En 1855, avec l'aide de l'opticien Giuliano Ansiglioni, il perfectionne le stéréoscope de Charles Wheastone et obtient du ministre du Commerce et des Travaux publics un brevet pour une durée de six ans, brevet qu'il transmettra par la suite à Ansiglioni,. Il a été l'un des premiers à utiliser la lampe à arc pour simuler la lumière naturelle. Le prêtre Antonio D'Alessandri, son élève en photographie, introduit à Rome la technique du collodion humide vers 1856.
Il meurt le 28 février 1863 à Rome,[source insuffisante].

## Collections

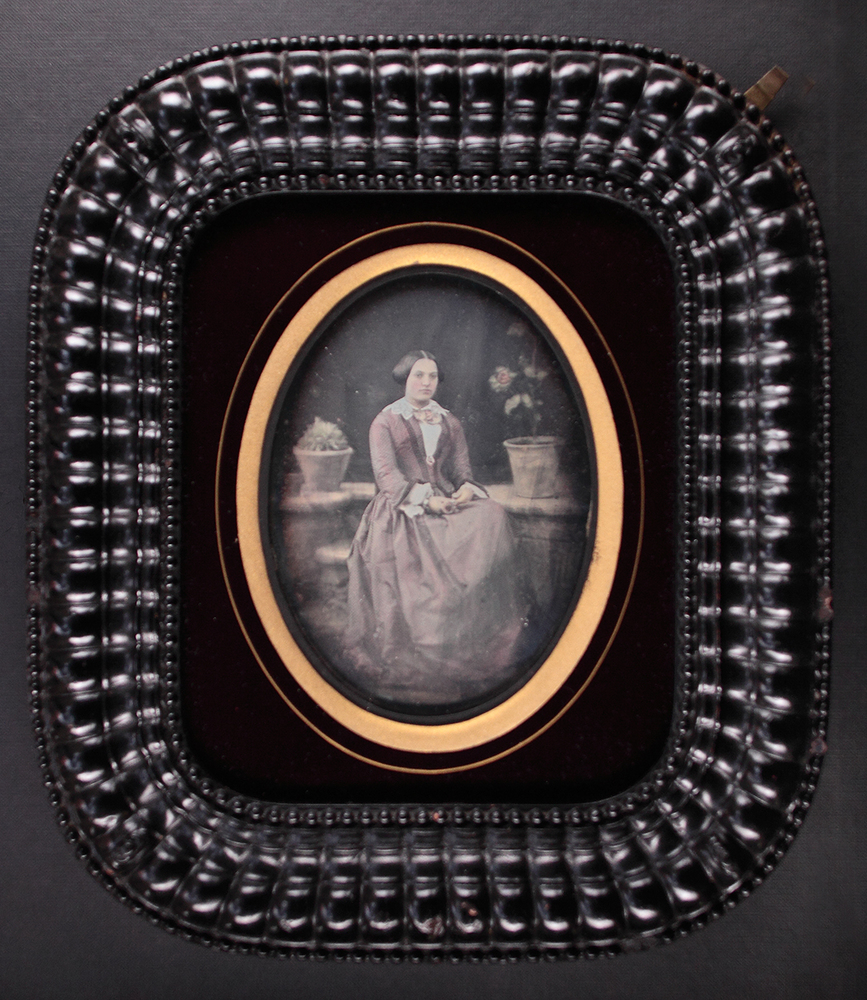
Vittorio della Rovere. Portrait d'une jeune femme dans un jardin, daguerréotype, 1854, Coll. Istituto Centrale per il Catalogo e la Documentazione

Il ne subsiste que de rares exemplaires de ses photographies originales, dont un daguerréotype de son cousin Paolo della Rovere et une photo positive (procédé calotype) qui appartenait à la collection photographique de la duchesse de Berry.
- Portrait du pape Grégoire XVI, Tivoli, 2 octobre 1845, daguerréotype (perdu)

- Portrait de Paolo della Rovere, Turin, 1er mai 1849, daguerréotype coloré à la main, Lugano, Collection Marco Antonetto, inv. 1008[12],[13]
- Le Casino de la Villa Doria Pamphilj, 1850-52, papier salé (à partir d’un négatif papier), Lugano, Collection Marco Antonetto, inv. 1440 (issue de la collection de la duchesse de Berry)[12]. Cette photographie a été vendue aux enchères en 2007[14].
- (Attribuée à Vittorio della Rovere) Charité romaine, vers 1851, papier salé, Madrid, musée du Prado, inv. HF00192[15]
- Portrait d'une jeune femme dans un jardin, février 1854, daguerréotype coloré à la main, Rome, Istituto Centrale per il Catalogo e la Documentazione, Museo-Archivio della fotografia storica, Collection Bechetti, inv. 4812[6]

## Publications
- « Nuova maniera di iodare le lamine fotografiche », in Raccolta scientifica di fisica e matematiche, a. II, no 17. Roma, 1er septembre 1846, pp. 265-266[16].
- « Nuova maniera di iodare le lamine pei dagherrotipi. Nota del R. P. Vittorio Della Rovere della C. di G. professore nel Collegio Romano », in Il Lucifero, Napoli, a. X, 24 mars 1847, p. 52
- « Immagini su lamine dagherriane che non fanno specchio », in Giornale di Roma, 21 février 1851, p. 172
- « Immagini su lamine dagherriane che non fanno specchio » in Corrispondenza scientifica in Roma, a. II, no 24, 26 février 1851, pp. 195-196

## Exposition
- 2016 : Avec la lumière de Rome. Photographies de 1840 à 1870 de la Collection Marco Antonetto, Museo Vincenzo Vela, Ligornetto, 22 novembre 2015 – 19 juin 2016